# Sumar (kieslijst)

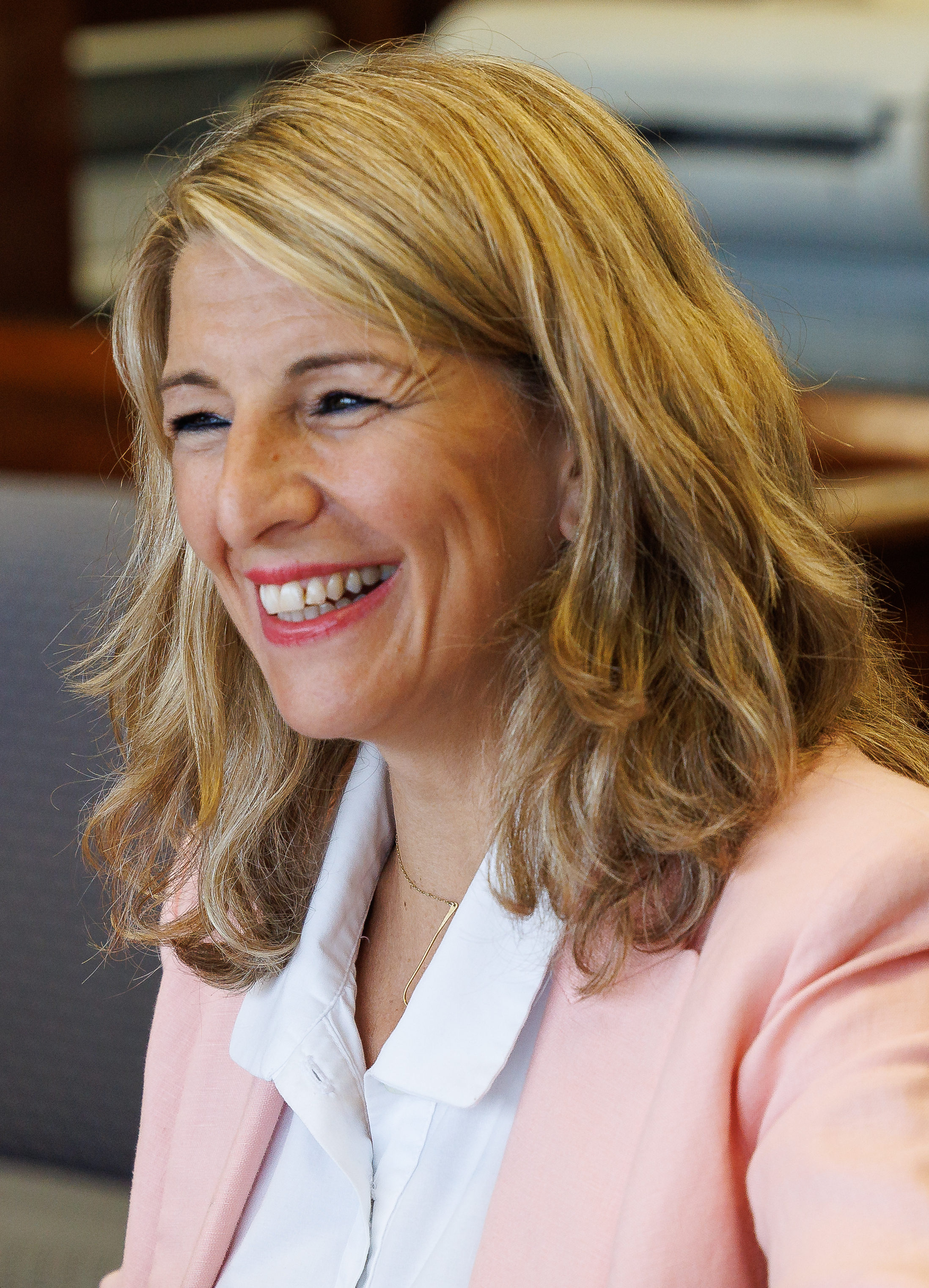
Yolanda Díaz

Sumar is een Spaans politiek samenwerkingsverband tussen 15 linkse partijen die voor de parlementsverkiezingen op 23 juli 2023 een lijstverbinding aan zijn gegaan. Ze hebben dit gedaan omdat dit in het Spaans kiesstelsel interessanter is dan elk afzonderlijk aan de verkiezingen deel te nemen. Lijsttrekker van Sumar is zittend vicepremier en minister van arbeid en sociale economie Yolanda Díaz. Onderdeel van Sumar zijn onder meer de partijen Izquierda Unida en Podemos